# Макс Мюлер
Фридрих Максимилиан Мюлер (на немски: Max Müller) е германски и британски филолог, специалист по обща лингвистика, сравнително езикознание, индология и митология.

## Биография
Син е на германския поет Вилхелм Мюлер.
През 1841 г. Макс Мюлер постъпва в университета в Лайпциг, където изучава класически езици, психология и антропология. През 1843 г. получава докторска степен по философия, но предпочита да продължи образованието си. Изучава филология, философия, санскрит и източни религии в Берлин и Париж. През 1868 г. става професор по сравнително езикознание в Оксфордския университет, където преподава санскрит.
Макс Мюлер се отказва от преподавателска дейност през 1875 г., посвещавайки се изцяло на изучаването на свещените книги на Древния Изток. В това му начинание много му помагат неговите доскорошни ученици и големи фигури на японския будизъм и академичното общество – японските санкстритолози – Нандзо Буньо, Касахара Кендзю и Такакузу Дзюндзиро, както и един от водещите будолози на Русия Сергей Олденбург.
Макс Мюлер умира в Оксфорд на 76 години.

## Значение
Макс Мюлер е значим изследовател в три области – индийска филология, история на религията и лингвистика. Неговият монументален труд Риг-Веди е изключително научно постижение на XIX век, спомогнало неимоверно за излизането на „Златната клонка“.
Макс Мюлер се смята за един от основателите на съвременното религиознание. Той умело използва в проучванията си вече разработени методи на сравнителната филология в изучаването на митологията и религията. Макс Мюлер е на мнение, че знанията на древните езици дават възможност на изследователя да проникне в недрата на човешката душа и да откриете истинското значение на религиозните вярвания на древните хора, докосвайки се неподправено до тяхната психология – чувства и преживявания, които са свързани в съзнанието им с имената на богове, митове и легенди.